# Stadionul 1 Mai (Slobozia)
Stadionul 1 Mai este un stadion multifuncțional din Slobozia, județul Ialomița, România. În prezent, este folosit mai ales pentru meciuri de fotbal și este terenul propriu al echipei Unirea Slobozia dar, deoarece stadionul nu dispune de instalație de nocturnă, nu poate fi utilizat de echipă în SuperLiga României. Are o capacitate de 6.000 de locuri, toate pe scaune.